# Matutina
Matutina is een gemeente in de Braziliaanse deelstaat Minas Gerais. De gemeente telt 3.789 inwoners (schatting 2009).

## Aangrenzende gemeenten
De gemeente grenst aan Arapuá, Rio Paranaíba, São Gotardo en Tiros.